# Pablo Rodríguez (football)
Pablo Rodríguez, né le 4 août 2001 à Las Palmas en Espagne, est un footballeur espagnol qui évolue au poste d'attaquant au Lech Poznań. 

## Biographie

### Real Madrid
Né à Las Palmas en Espagne, Pablo Rodríguez grandit à Valsequillo, une petite ville de 10 000 habitants, où il commence le football dans le club local. Il passe ensuite par l'UD Las Palmas avant de rejoindre le centre de formation du Real Madrid CF qu'il rejoint en 2016 après un essai concluant. Lors de la saison 2019-2020, il remporte la Youth League avec les jeunes du Real Madrid alors entraîné par Raúl. Rodríguez se montre d'ailleurs décisif lors de la finale remportée face aux jeunes du Benfica Lisbonne en ouvrant le score (2-3 score final),. 

### US Lecce
Le 30 septembre 2020, il rejoint l'US Lecce, club évoluant alors en Serie B. Il joue son premier match pour Lecce le 27 décembre 2020 face au L.R. Vicence, en championnat. Il entre en jeu à la place de John Björkengren ce jour-là et inscrit son premier but cinq minutes plus tard, donnant la victoire à son équipe alors que les deux équipes se neutralisaient (2-1 score final).
Rodríguez entame la saison 2021-2022 en marquant dès sa première apparition le 18 septembre 2021, lors de la quatrième journée contre l'US Alexandrie 1912. Il entre en jeu et égalise, avant que Massimo Coda ne donne la victoire à son équipe en fin de match (3-2 score final).

### Prêts
Le 10 août 2023, après avoir prolongé son contrat avec Lecce jusqu'en juin 2025, Pablo Rodríguez est prêté pour une saison à l'Ascoli Calcio.

### Lech Poznań
Le 18 juillet 2025, Pablo Rodríguez prend la direction de la Pologne en signant en faveur du Lech Poznań pour un contrat de quatre ans, soit jusqu'en juin 2029,.

## Palmarès
Real Madrid
- UEFA Youth League (1) :
  - Vainqueur : 2019-20.